# 成城学園中学校高等学校
成城学園中学校高等学校（せいじょうがくえん ちゅうがっこう こうとうがっこう）は、東京都世田谷区成城に所在し、中高一貫教育を提供する私立中学校・高等学校。
旧制成城高等学校及び旧制成城高等女学校を母体とする。高等学校において、中学校から入学した内部進学の生徒と高等学校から入学した外部進学の生徒との間で、第1学年から混合してクラスを編成する併設混合型中高一貫校。設置者は学校法人成城学園で、成城大学と同系列である。

## 概要

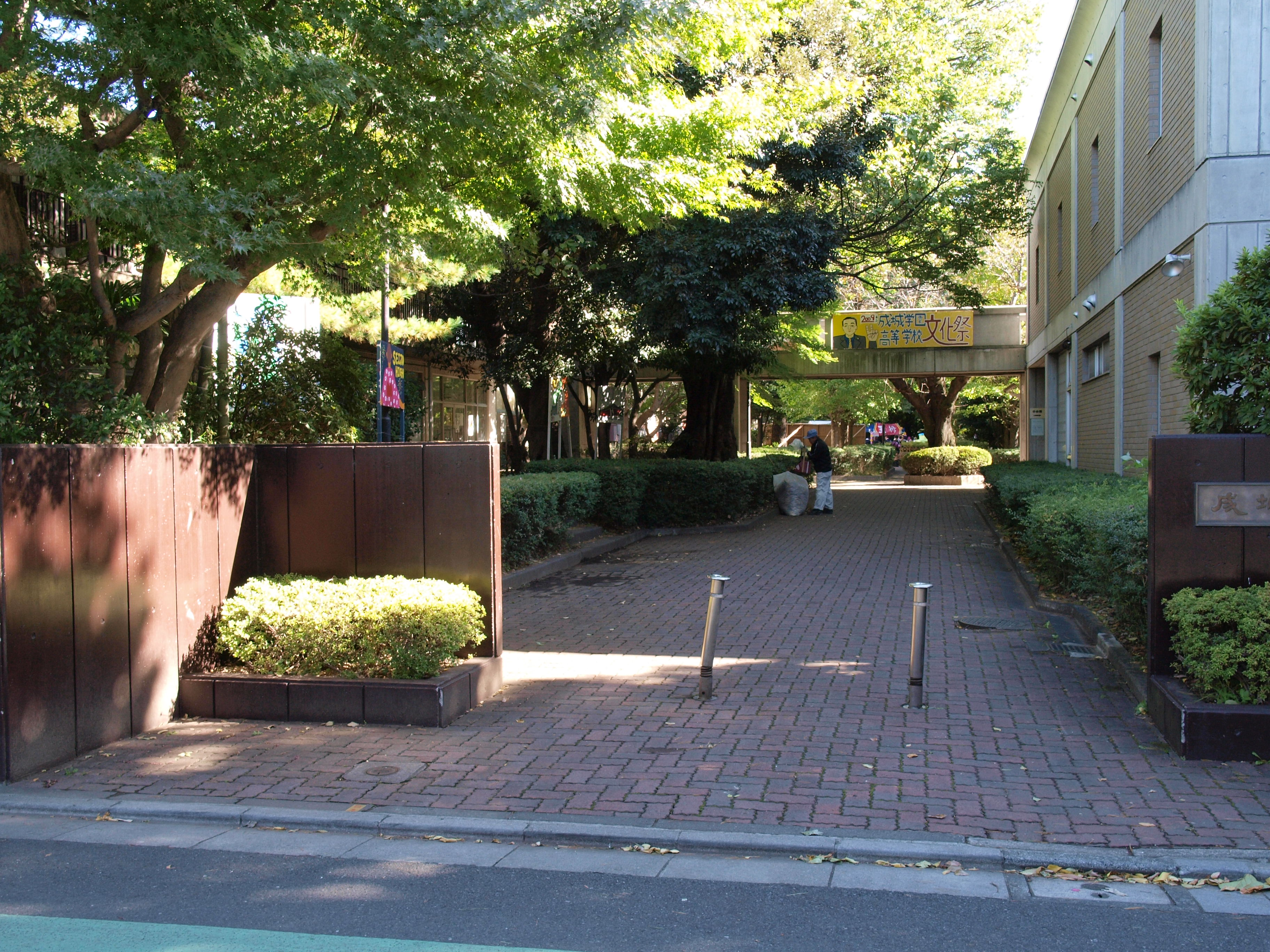
校門

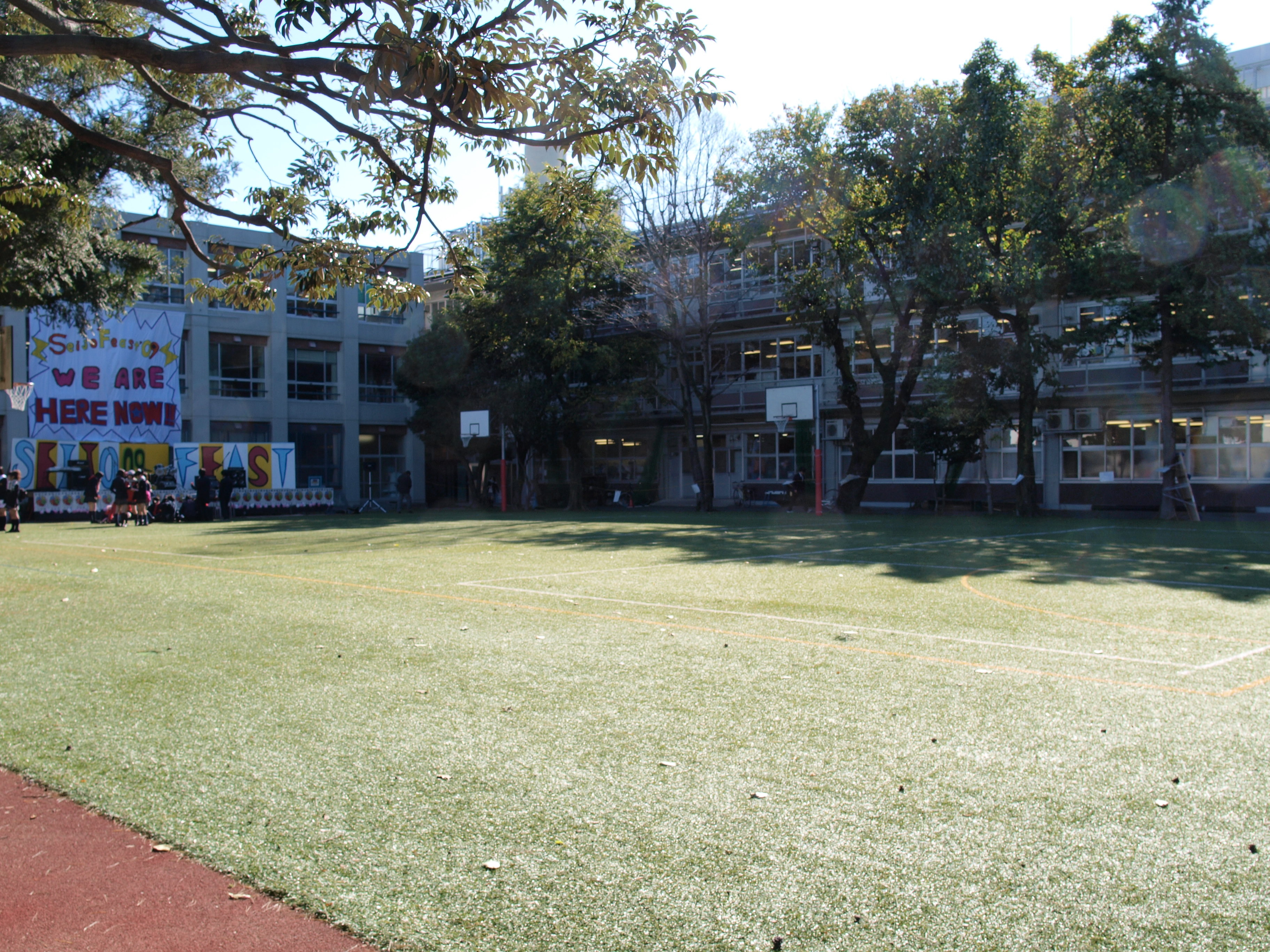
中学校旧校舎

生徒数は2016年5月1日現在、中学733名・高校847名。高校2・3年ではAコース（主に成城大学へ進学希望）、Bコース（主に他大学文系へ進学希望）、理数コース（主に他大学理系へ進学希望）の3コースに分かれる。
卒業生の50～70％が系列の成城大学への内部進学で、その他は大半が他大学へ進学している。
校則は比較的自由で、制服は男子のみ。女子は制服がなく自由だが、襟・袖のついたシャツとスカートを着用するといった規定がいくつかある。通学バッグや体操服なども指定されていない。（中学生は指定されている。）

## 沿革
- 1917年 - 澤柳政太郎、東京府東京市牛込区（現・東京都新宿区）の旧制成城中学校（現在の成城中学校・高等学校）の中に成城小学校を創設開校
- 1925年 - 成城第二中学校を併設
- 1925年 - 成城小学校および成城第二中学校を北多摩郡砧村（現・世田谷区）喜多見に移転し、成城中学校から分離独立。同年に成城幼稚園を開設
- 1926年 - 成城第二中学校を改組し、七年制の旧制高等学校である旧制成城高等学校を開設、翌年には、旧制高等女学校である成城高等女学校を開設
- 1941年 - 成城小学校を成城初等学校と改称
- 1947年 - 学制改革を経て新制の成城学園中学校開設
- 1948年 - 新制の成城学園高等学校開設
- 1950年 - 成城大学開設
- 1967年 - 成城学園創立50周年
- 2007年 - 成城学園創立90周年
- 2016年 - 中高一貫新校舎完成
- 2017年 - 成城学園創立100周年

## 交通
- 小田急小田原線 成城学園前駅 徒歩8分（中学校校舎）、徒歩8分（高等学校校舎）

## 部活動

### 中学校

#### 運動部
- 体操部
- 野球部
- サッカー部
- ラグビー部
- 卓球部
- 剣道部
- 男子バスケットボール部
- 女子バスケットボール部
- 女子バレー部
- ダンス部
- 男子テニス部
- 女子テニス部
- 男女競泳部門
- バトントワラー部
- 陸上競技部
- ソフトボール同好会(休止中)
- 女子サッカー部
- スキー部
- スカウト活動
- レスリング同好会

#### 文化部
- 文芸部
- 美術部
- 音楽部
- 吹奏楽部
- ギター部
- 演劇部
- 写真部
- 書道部
- 映像テック部
- 科学部
- 社会科研究会
- イラスト研究会

### 高等学校

#### 運動部（スポーツ成城）
- サッカー部
- 女子サッカー部
- 男子水泳部
- 女子水泳部
- 男子テニス部
- 女子テニス部
- 男子バスケットボール部
- 女子バスケットボール部
- 男子ホッケー部
- 女子ホッケー部
- 野球部
- 男子バレーボール部
- 女子バレーボール部
- ラグビー部
- 陸上競技部
- スキー部
- ゴルフ部
- 柔道部
- 剣道部
- ダンス部・・・『夏の日本高校ダンス部選手権』全国大会において、2009年東日本大会優勝
- チアダンス部
- ライフセービング同好会

#### 文化部（文化部連合）
- 演劇部
- 茶道部
- 写真部
- 時報部
- 美術部
- 科学部
- 書道部
- コンピューター部
- 文芸同好会
- イラスト研究同好会
- クライネスコンチェルト
- 吹奏楽部
- ギターアンサンブル
- 社会科研究同好会

#### 特別課外活動
- ボーイスカウト
- ガールスカウト

#### 生徒会組織
- 常任委員会
- 生徒委員会

## 学校行事

### 文化祭
- 1961年以降、幼稚園から大学まで学園全体で同一日程（11月2・3日）で文化祭を開催している。

### スキー学校
毎年、希望者のみ参加している。

## 著名な出身者

### 学者
- 石黒敦彦 多摩美術大学、武蔵野美術大学講師。芸術政策研究者
- 山内薫 東京大学教授。化学
- 純丘曜彰 大阪芸術大学教授。哲学、メディア文化論
- 石川登 京都大学教授。文化人類学
- 小泉凡 島根県立大学短期大学部教授。民俗学

### 文学
- 大岡昇平 作家（旧制）
- 安部公房 作家（旧制）
- 堤清二 作家、実業家。元西武百貨店社長（旧制）
- 小澤征良 作家
- 椎名桜子 作家、タレント
- 佐奈由紀子 占い師
- 筒井ともみ 脚本家
- 御徒町凧 作詞家
- 鴻巣友季子 翻訳家

### 政治
- 藤井孝男 衆議院議員（自民党）、元運輸大臣
- 中山泰秀 元衆議院議員（自民党）、外務副大臣（仏アルザス校）
- 小渕優子 衆議院議員（自民党）、元経済産業大臣、元最年少国務大臣（少子化対策担当・男女共同参画担当）
- 羽田孜 元衆議院議員（民主党）、第80代内閣総理大臣
- 小宮山洋子 元衆議院議員（民主党）、元厚生労働大臣
- 石井紘基 元衆議院議員（民主党）
- 羽田雄一郎 元参議院議員（立憲民主党）、元国土交通大臣（中学校まで）
- 羽田次郎 参議院議員（立憲民主党）（仏アルザス校）
- 笹山登生 元衆議院議員

### 官僚
- 佐藤嘉恭 - 元駐中華人民共和国大使、元外務省大臣官房長、元内閣総理大臣秘書官
- 大島正太郎 - 元外務審議官、元駐サウジアラビア大使、在ジュネーブ国際機関日本政府代表部大使、元駐韓国大使、元国際貿易・経済担当兼査察担当大使

### 経済
- 大崎文明 西武百貨店社長
- 尾崎英外 あいおいニッセイ同和損害保険会長、トヨタファイナンシャルサービス初代社長
- 出井伸之 ソニー株式会社最高経営責任者
- 原康晴 日本コロムビア社長
- 米良はるか READYFOR社長
- 渡文明 新日本石油社長、成城学園理事長
- 植村秀 メイクアップアーティスト、Shu Uemura シュウウエムラ化粧品創業者（旧制）

### スポーツ
- 並木恵美子 プロボウラー（中学校まで）
- 松尾雄治 元ラグビー日本代表新日鉄釜石主将、タレント（中学校まで）
- 大久保尚哉 元ラグビー日本代表選手
- 尾﨑野乃香 レスリング選手
- 高橋豊二 1936ベルリンオリンピックサッカー日本代表
- 石塚弘章 7人制ラグビー日本代表選手
- 原田健士 柔道選手
- 松永美穂 7人制ラグビー女子日本代表選手

### 芸術
音楽家
- 小澤征爾 指揮者
- 井上道義 指揮者
- 伊藤悠貴 チェロ奏者
- 吉元由美 作詞家

美術家
- 福王寺一彦 日本美術院評議員、田中塾研究会塾長、涛林会研究会塾長

華道家
- 安達曈子

映画
- 白坂依志夫 映画脚本家
- 深作健太 映画監督
- 黒澤久雄 映画プロデューサー

デザイナー
- 芥川貴之志 グラフィックデザイナー、ナイキコレクター
- 黒澤和子 衣装デザイナー

### 芸能
歌手
- 森山良子
- 森山直太朗
- 岩崎宏美
- 岩崎良美
- 児島未散
- 小宮山雄飛（ホフディラン）
- 三浦祐太朗（Peaky SALT）
- 前川紘毅
- 本城未沙子

俳優・女優
- 田村正和
- 田村亮
- 小坂一也
- 金田賢一
- 石黒賢
- 高嶋政伸
- 髙嶋政宏
- 小澤征悦
- 天田暦
- 夏原遼
- 及川光博
- 橋本一郎
- 布川隼汰
- 三浦貴大
- 辻凌志朗
- 小園凌央
- 鶴田真由
- 伊藤裕子
- 木村佳乃
- 武下公美
- 森迫永依
- 栗原沙也加

宝塚歌劇団
- 蘭乃はな（元花組トップ娘役）
- すみれ乃麗（元宙組娘役）
- 麻央侑希（元星組男役）

声優
- 池澤春菜

タレント
- 山口もえ
- なべやかん
- 千倉真理
- 渡辺理砂
- 武藤十夢（AKB48）
- 小宮浩信（三四郎）
- 相田周二（三四郎）
- 宮田麻里乃
- 坂口杏里

ファッションモデル
- 黒田知永子
- 花田美恵子
- 木下ココ
- 香音

アナウンサー
特記なき場合は局所属アナウンサー
- 藤村さおり （フジテレビ元アナウンサー）
- 雨宮塔子 フリーアナウンサー、リポーター（元TBS）（高校から）
- 吉田明世 フリーアナウンサー（元TBS）
- 水原恵理 （テレビ東京）
- 細田阿也 スポーツキャスター
- 吉田一之 （NHK）
- 大林奈津子
- 竹下栄梨子（元NHK福井放送局）
- 水谷加奈（文化放送）
- 根岸佑輔（テレビ神奈川）
- 藤井弘輝（フジテレビ）

### その他
- 越山康 弁護士
- 小堀鴎一郎 医師
- 鳥海高太朗 航空・旅行アナリスト
- Andy山本 ゲームプロデューサー
- ピストン西沢 ディスクジョッキー（DJ）
- 齋藤鷹一 動物保護活動家（NPO法人SPA）